# Segura (Espanha)
Segura é um município da Espanha na província de Guipúscoa, comunidade autónoma do País Basco, de área 9,22 km² com população de 1319 habitantes (2007) e densidade populacional de 134,57 hab/km².

## Demografia
| Variação demográfica do município entre 1991 e 2004 | Variação demográfica do município entre 1991 e 2004 | Variação demográfica do município entre 1991 e 2004 | Variação demográfica do município entre 1991 e 2004 |
| --------------------------------------------------- | --------------------------------------------------- | --------------------------------------------------- | --------------------------------------------------- |
| 1991                                                | 1996                                                | 2001                                                | 2004                                                |
| 1297                                                | 1263                                                | 1225                                                | 1234                                                |